# Территория Оклахома
Территория Оклахома (англ. Territory of Oklahoma) — инкорпорированная организованная территория США, существовавшая с 2 мая 1890 года до 16 ноября 1907 года.

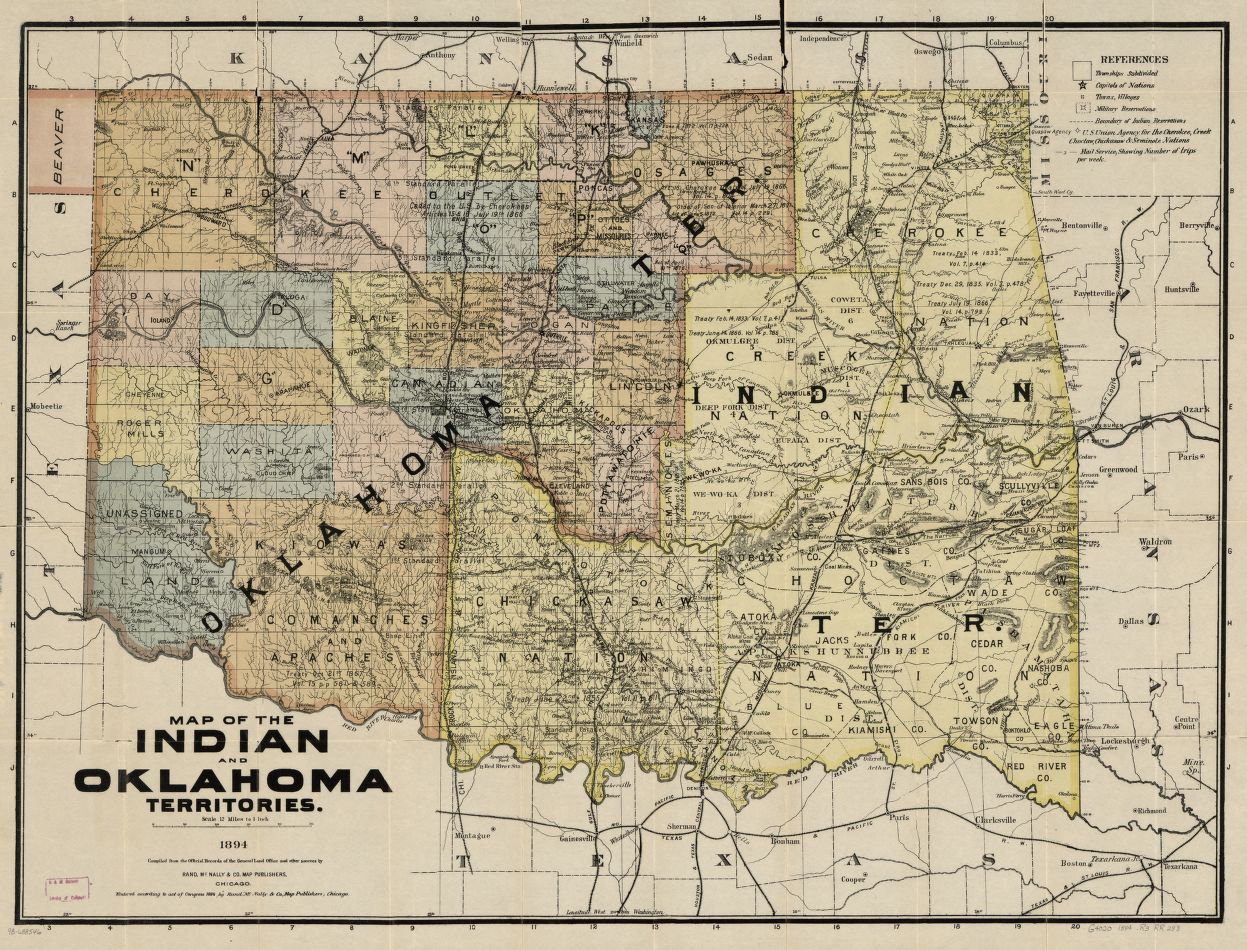
Территория Оклахома и Индейская территория (1894)

Принятый в 1834 году Конгрессом США «Закон об отношениях с индейцами» создал на месте современного штата Оклахома Индейскую территорию, где белым переселенцам было запрещено поселяться или приобретать землю. После гражданской войны индейские племена, поддержавшие южные штаты, были наказаны, и у них была отнята часть земель, в результате чего внутри Индейской территории появились т. н. «Нераспределённые земли». Отдельные лица пытались поселиться на этих землях, но выдворялись американскими войсками. Однако постепенно давление на Конгресс США по вопросу заселения пустующих земель возрастало, и 3 марта 1885 года был принят Акт об аппроприации индейцев, разрешающий проводить переговоры о покупке земель у индейцев. 22 апреля 1889 года земли Оклахомы были открыты для заселения, и начались Земельные гонки 1889 года.
2 марта 1890 года актом Конгресса западная часть Индейской территории была выделена в отдельную Территорию Оклахома, в состав которой был также включен Оклахомский выступ на западе. В сентябре 1890 года для заселения были открыты земли в резервациях индейцев сауки, фоксы и потаватоми в восточной части. Весной 1891 года были открыты для заселения земли на территориях резерваций шайеннов и арапахо в центре Оклахомы. 16 сентября 1893 года для заселения была открыта полоса чероки. В 1895 году были заселены земли в резервации кикапу, а в 1896 году решением Верховного суда США частью Оклахомы был признан округ Грир, принадлежность которого оспаривалась Техасом.
Жители Индейской территории решили, что им необходимо войти в состав США в качестве штата, и собрали в Маскоги конституционную конвенцию. В 1902 году в Конгресс США было представлено предложение о создании штата Секвойя. Однако делегация получила в Вашингтоне холодный приём. Под влиянием политиков из восточных штатов, боявшихся изменения баланса сил на политической арене в случае образования сразу двух новых штатов на западе, президент Теодор Рузвельт постановил, что Индейская территория и территория Оклахома будут приняты в Союз только как единая сущность. В результате в 1907 году был образован штат Оклахома, в который вошли обе территории. Опыт конституционной конвенции в Маскоги был использован во время подготовки конституции Оклахомы.

### Статьи
- Daniel F. Littlefield, Jr. and Lonnie E. Underhill. Black Dreams and "Free" Homes: The Oklahoma Territory, 1891-1894 (англ.) // Phylon. — Clark Atlanta University, 1973. — Vol. 34, iss. 4. — P. 342—357. — doi:10.2307/274249.